# Lago Darn
El lago Darn (en alemán: Darnsee) es un lago situado junto a la ciudad de Bramsche, en el distrito rural de Osnabrück —muy cerca de la frontera con el estado de Renania del Norte-Westfalia—, en el estado de Baja Sajonia (Alemania); tiene una profundidad máxima de 8 metros. 